# Солгаи, Мате
Мате Солгаи (словац. Máté Szolgai; родился 27 июля 2003 года, Чьерни-Брод, Словакия) — словацкий футболист, полузащитник клуба «ДАК 1904», выступающий на правах аренды в «Шаморине».

## Клубная карьера
Мате Солгаи родом из Чьерни-Брода и является воспитанником «ДАК 1904». В 2022 году начал получать игровую практику в клубе-партнёре «Шаморине». Дебют состоялся в матче против «Дуклы». Свой первый гол забил в ворота «Дубницы». За «ДАК 1904» свой первый матч сыграл 20 июля 2022 года в матче Лиги конференций против футбольного клуба «Вуйчингур». 2 сентября был официально отправлен в «Шаморин». Один из матчей чемпионата пропустил из-за перебора жёлтых карточек.

## Карьера в сборной
В составе сборной Словакии до 19 лет участвовал на чемпионате Европы 2022, где провёл два матча; в матче против Австрии отдал голевой пас на Самуэля Копасека. За сборную до 20 лет поехал на чемпионат мира, где забил в ворота Фиджи и Эквадора.